# Épingle de femme sous le bonnet viril
 (mai 2013).
Épingle de femme sous le bonnet viril, (Chinois simplifié : 弁而钗, Bian er chai) est un roman anonyme, composé de quatre nouvelles, chacune de cinq chapitres, considéré comme le chef-d’œuvre de la littérature chinoise sur l’homosexualité masculine. 
Cet ouvrage est loin d’avoir connu le retentissement du Jin Ping Mei. Il demeure pratiquement inaccessible, n’ayant, semble-t-il, jamais été réédité depuis sa parution que l’on peut situer entre 1630 et 1640, quelques dizaines d’années après celle du Jin Ping Mei. 
Le titre de cet ouvrage se compose en chinois de trois caractères, Bian er chai, soit : « Bonnet mais épingle », concision qui relèverait d’une mode qui a peut-être été lancée par le Jin Ping Mei. 
Pour l’instant seule la première des quatre nouvelles, Chronique d’un loyal amour, a été traduite en langue française, par André Lévy,,. Les trois autres nouvelles ont été décrites par Alain Peyraube.

## Chronique d’un loyal amour (情贞纪)
[(zh) Lire en chinois sur Wikisources]
Cette chronique raconte l’histoire d’un jeune académicien, Feng Xiang, qui tombe amoureux d’un garçon de quinze ans, Zhao, et qui se déguise en étudiant afin d’entrer dans la même école que lui pour s'en rapprocher. Zhao tombe sous le charme de l’académicien qui manie si bien le pinceau, mais il fait tout pour l’ôter de ses pensées. Petit à petit, par le biais de cadeaux courtois, de poésies et par l’intermédiaire des valets, leur intimité croît. Mais le jour où l’académicien, sous l’emprise de l’alcool, lui déclare sa flamme, Zhao part. L’académicien est alors pris d’une grave fièvre. Zhao apprenant cela accourt à son chevet et promet au malade de s’occuper de lui. Zhao, voyant l’académicien pris d'un soudain accès de fièvre – fictif cette fois –, entre dans le lit du malade pour le réchauffer. Ce dernier abuse alors de lui. Zhao déclare alors à l’académicien son amour qu’il n’osait jusque-là pas s’avouer : « Dès le premier jour où je t'ai vu, je me suis senti passionnément amoureux sans pouvoir en chercher la cause et sans la trouver ». L'auteur ajoute : « Ils s’aimèrent dès lors chaque nuit, d’un amour égal à celui qui lie mari et femme ». Mais un jour ils doivent se résigner à ne plus se revoir, car deux individus découvrent leur amour et alertent le père de Zhao, qui lui ordonne dorénavant de continuer ses études chez lui. Ils se font alors leurs adieux. L’académicien promet à Zhao qu’ils se reverraient à Pékin deux ans plus tard. En effet, Zhao réussit tous les concours et se présente au doctorat à Pékin et l’examinateur n’était autre que l’académicien. Doctorat qu’il obtient. Il rentre pour se marier – comme tout bon chinois se doit de faire – et à la suite d'une brillante carrière mandarinale, il terminera sa vie « caché avec son ami, lié par une amitié qui se perpétua de génération en génération ». Toute cette fin est assez brève, car la partie en fin d’ouvrage était manquante.
Cette nouvelle est tout du long une histoire d'amour. Ici l'académicien même s'il s'amuse avec ses valets, profitant de son rang, n'est pas comme Ximen Qing, c'est-à-dire un assoiffé de sexe. On ne peut pas parler d'abus sexuel car les valets ont aussi l'air d'y prendre beaucoup de plaisir. De plus l'académicien tombe éperdument amoureux de Zhao, qui devient l'amour de sa vie. Pour lui il est même prêt à redescendre au rang d'étudiant. Les différentes phases de l'histoire, où l'académicien tombe amoureux, où il se languit d'amour pour Zhao, arrive à le conquérir et enfin de leur amour réciproque, sont traversées par les poèmes composés par l'académicien et par des lettres, révélant leurs sentiments les plus profonds. L'académicien a établi un dossier spécial dans lequel sont regroupés les poèmes qu'il a composé en pensant à Zhao. Ceux-ci y reflètent parfaitement ses pensées : 
« Combien de fois n'ai-je pensé à lui.
Humectant de larmes pures mon surplis.
N'osant déclarer mon amour face à lui,
Je murmure son nom au fond de la nuit ».
Mais dans Souvenir de Wangsun : « Sans raison à sa vue l'esprit préoccupé, préoccupé de quoi ? Au cœur de questionner les lèvres sur les liens d'un sentiment qui interpelle l'âme ancienne, sur la pierre aux trois vies, passée, présente et future », le sens y est moins évident. Comme le découvrira plus tard Zhao, en comprenant le sens de la pierre aux trois vies, la dernière phrase est une déclaration d'amour. Mais il ne nous est pas dit clairement ce qu'est cette pierre : l'amour, la destinée,… ? Les lettres qu'ils s'envoient sont aussi pleines d'émotion, comme celles où ils se disent adieux, car Zhao est cloîtré chez lui et qu'ils ne peuvent se revoir :
« Depuis que tu es parti, mes yeux ne te quittent plus en pensée. Je suis brisé de douleur, tel un poisson privé d'eau, un chamois sans montagnes. Hélas, comme la séparation me déchire. ». Et comme ajoute l'auteur, en fin de chapitre : « Tout finira un jour, le ciel dans sa perpétuité, la terre dans sa durée, mais jamais ne s'épuisera cette douleur sans fin et sans terme ».

## Chronicle of Chilvaric Love[6](情侠纪)
[(zh) lire sur wikisource en chinois]
Cette deuxième nouvelle est une histoire de paladins. Un chevalier, Zhang, est aimé d’un autre chevalier, Zhong, mais n’est pas du tout attiré par les hommes. Zhong utilise de belles femmes pour soûler Zhang et le violer. Zhang, dégrisé, devient fou furieux et veut tuer Zhong. Mais Zhong le convainc de l’aimer et Zhang accepte ces rapports. Les pages manquantes devaient sûrement contenir l’explication psychologique d’un revirement si soudain.

## Chronicle of Sacrifing Love(情烈纪)
[(zh) lire sur wikisource en chinois]
La troisième nouvelle est une histoire d’amour violent. Wen Yun a quatorze ans, il est très beau et est persécuté par son futur beau-père qui ne veut pas lui donner sa fille en mariage. Il s’échappe à Hangzhou, sans un sou. Le patron de l’hôtel lui propose de chanter l’opéra dans son établissement. Le  jeune homme hésite parce que c’est mal vu, mais il n’a guère le choix. Un jour, arrive un client, Yun, jeune, très beau, de bonne éducation, qui fait bonne impression à Wen. Il enseigne les arts martiaux et protège Wen des clients trop entreprenants. Wen veut se donner à lui pour le remercier, mais Yun, très droit, refuse. Wen ne renonce pas à le séduire et, un jour d’ivresse, parvient à se glisser dans le lit de Yun et à se faire prendre par lui. Les deux amis décident de monter une troupe de théâtre et de se rendre dans la capitale. Hélas, un client veut coucher avec Wen et Wen, ne pouvant refuser, se suicide. Son fantôme part aussitôt son ami sur la route de la capitale. Yun ne se rend pas compte de la substitution et croit voyager avec Wen, dont il ignore la mort. Le fantôme aide Yun à passer ses examens, le convainc d’épouser une jeune fille de bonne famille, le soutient dans son travail de juge, et finalement lui révèle qu’il n’est qu’un fantôme. Yun le venge en tuant le client abusif.

## Chronicle of a Strange Love(情奇纪)
[(zh) lire sur wikisource en chinois]
La quatrième histoire est celle de l’amour extraordinaire d’une fée homme qui voulait être femme pour voir comment c’était. Li Xian, un garçon de quinze ans, se vend comme esclave au marché pour payer le procès de son père faussement accusé. Par erreur, il entre dans une cour où se trouvent les mignons destinés aux fonctionnaires. Ces mignons s’habillent en femme, mais avec des vêtements d’homme par-dessus. Ils servent le vin comme des garçons et, selon le désir des clients, enlèvent leurs vêtements d’homme et jouent le rôle de femmes. Li Xian signe son contrat sans comprendre qu’il s’engage à être plus qu’un échanson. Comme il se refuse à céder à un premier client, le maquereau l’initie brutalement, devant tout le monde, à son nouvel office. Il devient rapidement le plus coté de tous. Un lettré attiré par sa réputation l’achète et l’installe chez lui comme une concubine. Quand le lettré, faussement accusé à son tour, est emprisonné, Li Xian, toujours en femme, prend sous sa protection le seul enfant du lettré et habite avec lui dans un monastère où il joue le rôle d’une nonne bouddhiste. Il abandonne ses vêtements de femme quand l’enfant a dix-huit ans, a réussi son examen impérial et retrouvé ses parents. Fin de l’histoire de la fée homme qui voulait jouer le rôle d’une femme. 
C’est du reste ainsi que s’explique le titre du recueil, par l’assemblage d’idéogrammes signifiant, d’une part, «attacher les cheveux comme les hommes» et, d’autre part, «épingler les cheveux (pour les femmes)», soit littéralement «Bonnet d’homme mais sur des épingles à cheveux de femme», le mais prudent pouvant être entendu comme un et, ou, plus simplement, Épingle de femme sous le bonnet viril.